# トラステヴェレ

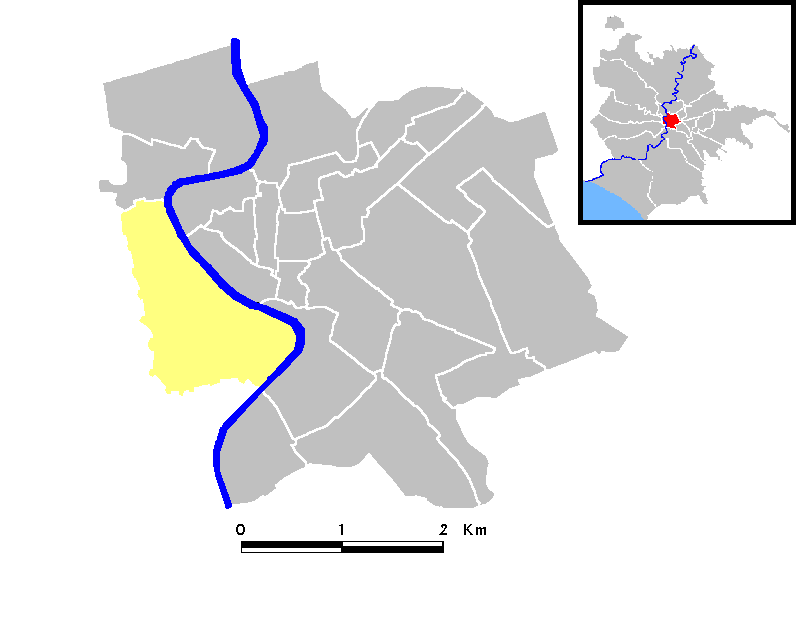
黄色部分がリオーネとしてのトラステヴェレの範囲

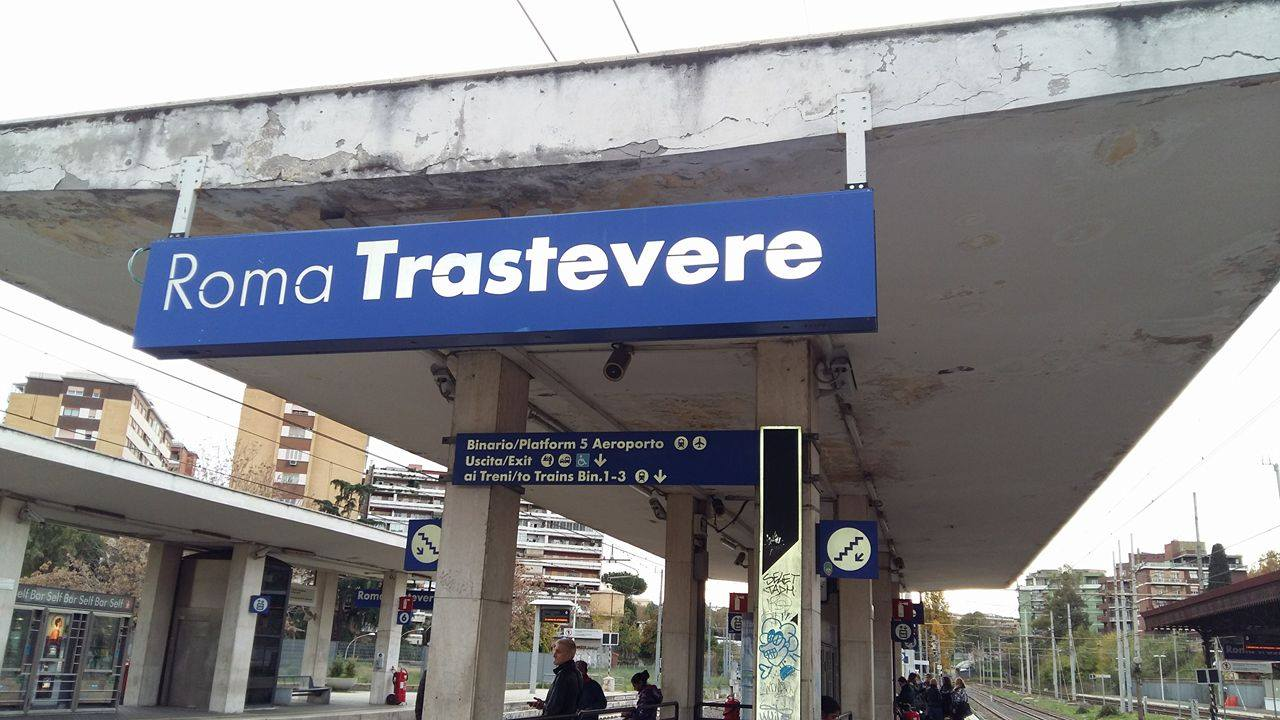
トラステヴェレ駅

トラステヴェレ (Trastevere) はローマの地名。現行の行政区画としては13番目のリオーネ（it）にあたり、テヴェレ川西岸に位置する
。
トラステヴェレは日本語に訳せば「テヴェレ川の向こう側（岸）」であり、これはローマの中心地からみた場合のテヴェレ川を挟んだ向こう側ということを意味し、「ローマの下町」とも評される。

## 立地

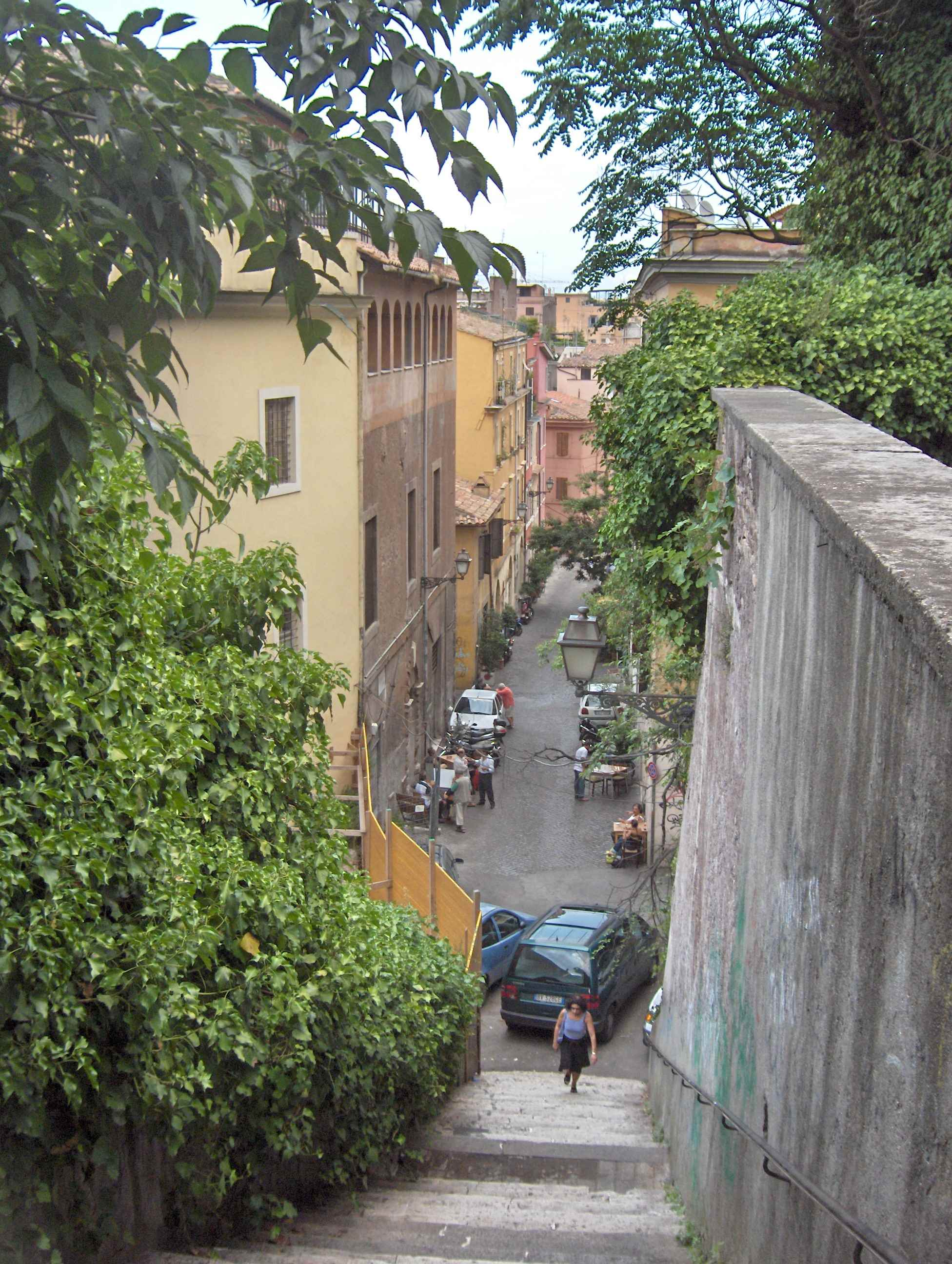
ジャニコロの丘から下る典型的な小路

バチカンの南方にあたるとともに、ローマの有名な観光地フォロ・ロマーノ、コロッセオや真実の口からほど近いパラティーノ橋を西に渡り、テヴェレ川を越えた所に位置する。
thumb|
地域の境界は、北東から東をへて南東まではテヴェレ川の流れが、西と南の境界はアウレリアヌス城壁までが含まれる 。北は隣接地区のボルゴ（en）までで、プリンシペ・アメデオ橋から延びるポルタ・カヴァレッジェーリ通りが隔てる（昔はここに城壁があったが、現在はほぼ失われている）。バチカンは正確にはトラステヴェレの北西に位置する。
観光面でトラステヴェレエリア、トラステヴェレ地区とした場合、南はアウレリアヌス城壁を若干越えたあたりまで含まれ、北は逆に狭い範囲に限定される場合がある。また、テヴェレ川の中州ティベリーナ島はこのリオーネに含まれないが（リパに含まれる）、観光エリアとしてトラステヴェレにくくられるケースが見られる。

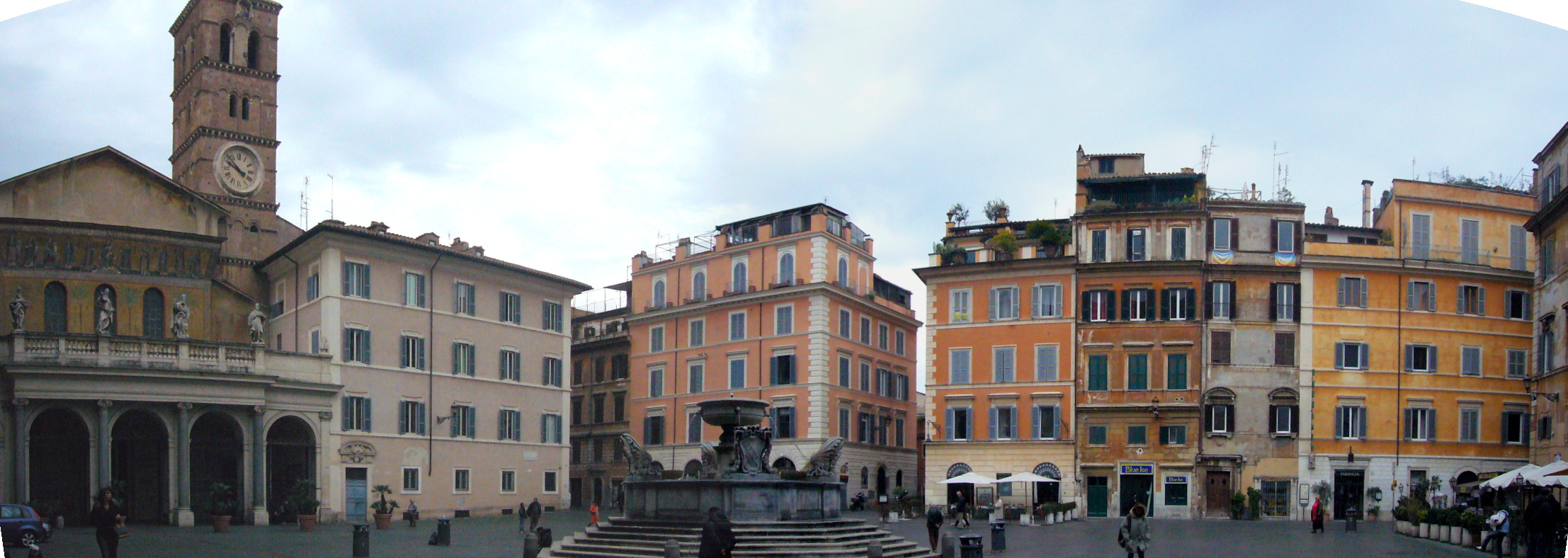
サンタ・マリア・イン・トラステヴェレ広場（it）（後述の聖堂の前）。夜はライトアップされ、若者が集まるという。中央の噴水はカルロ・フォンターナの作

### 地域特性
古い街区ではあるが「庶民的な下町」と形容され、ライブハウスなどもあり若者も多いと言う。南東部のテヴェレ川が蛇行するあたりの「下町」と形容されるエリアは、入り組んだ石畳の路地を持つ繁華街で、夜遅くまで営業するピッツェリアやトラットリアが軒を連ね、ローマの「ナイトライフの中心地」とも評される。一方で古い教会も点在する歴史のある街区である。
域内北西部にある小高いジャニコロの丘には公園や高級ホテルがあり、そこからはローマの市街地が一望できる。丘周辺のモンテ・ヴェルデと呼ばれる地域は高級住宅街を形成している。

## 歴史
紀元前753年 - 509年にはエトゥルスキ人の居住地であったが、王政ローマに征服された。この頃はテヴェレ川を利用した漁業が営まれていた。その後帝国期にはユダヤ人などの異民族の居住地となった。ローマにおける最初のキリスト教共同体も、おそらくこの近辺で形成されたと考えられている。ちなみにキリスト教の伝来に先立つ紀元前38年、この地区において大量の油のような液体が地中から噴出した事件があり、ユダヤ人たちはメシアが到来する前兆であると考えたというが（キリストの誕生を示唆する）、これは後にその場所に建つことになるサンタ・マリア・イン・トラステヴェレ聖堂の縁起伝承といった伝説の類である。410年のローマ劫掠においてはこの一帯も西ゴート族によって被害を受けた。中世になるとこの一帯は雑多な階級の人々が居住し、その流れで21世紀においても漂う下町感が形成されたのではないかという説もある。

## みどころ
ローマでも最古級の教会で221年に創建された教会で、ロマネスク様式建築のサンタ・マリア・イン・トラステヴェレ聖堂が地区の中心付近にある。この付近は入り組んだ路地が多く、観光客向けの飲食店も多い。地区の北側及び西側は丘陵地でジャニコロの丘と呼ばれており、丘の最も高いところは公園とローマ・ラ・サピエンツァ大学の実験植物園（Orto Botanico di Roma）で頂上にガリバルディの騎馬像（英語版）がある。この公園の南端付近には、中世に再建されたパオラ水道の流末施設であるパオラの泉がある。ジャニコロの丘の東端とテヴェレ川に挟まれた付近には、16世紀に建てられたヴィラ・ファルネジーナと、中世絵画を展示する国立コルシーニ美術館が入居するパラッツォ・コルシーニがある。
その他、地区の南半分の市街地に点在しているサンタ・チェチリア・イン・トラステヴェレ聖堂、サン・フランチェスコ・ア・リーパ聖堂、サン・ピエトロ・イン・モントーリオ寺院なども有名である。
- ガリバルディ騎馬像
- サピエンツァ大学の植物園
- パオラの泉
- ヴィラ・ファルネジーナ
- パラッツォ・コルシーニ

### 聖堂・教会堂
本節ではトラステヴェレに存在する教会の例を挙げる。

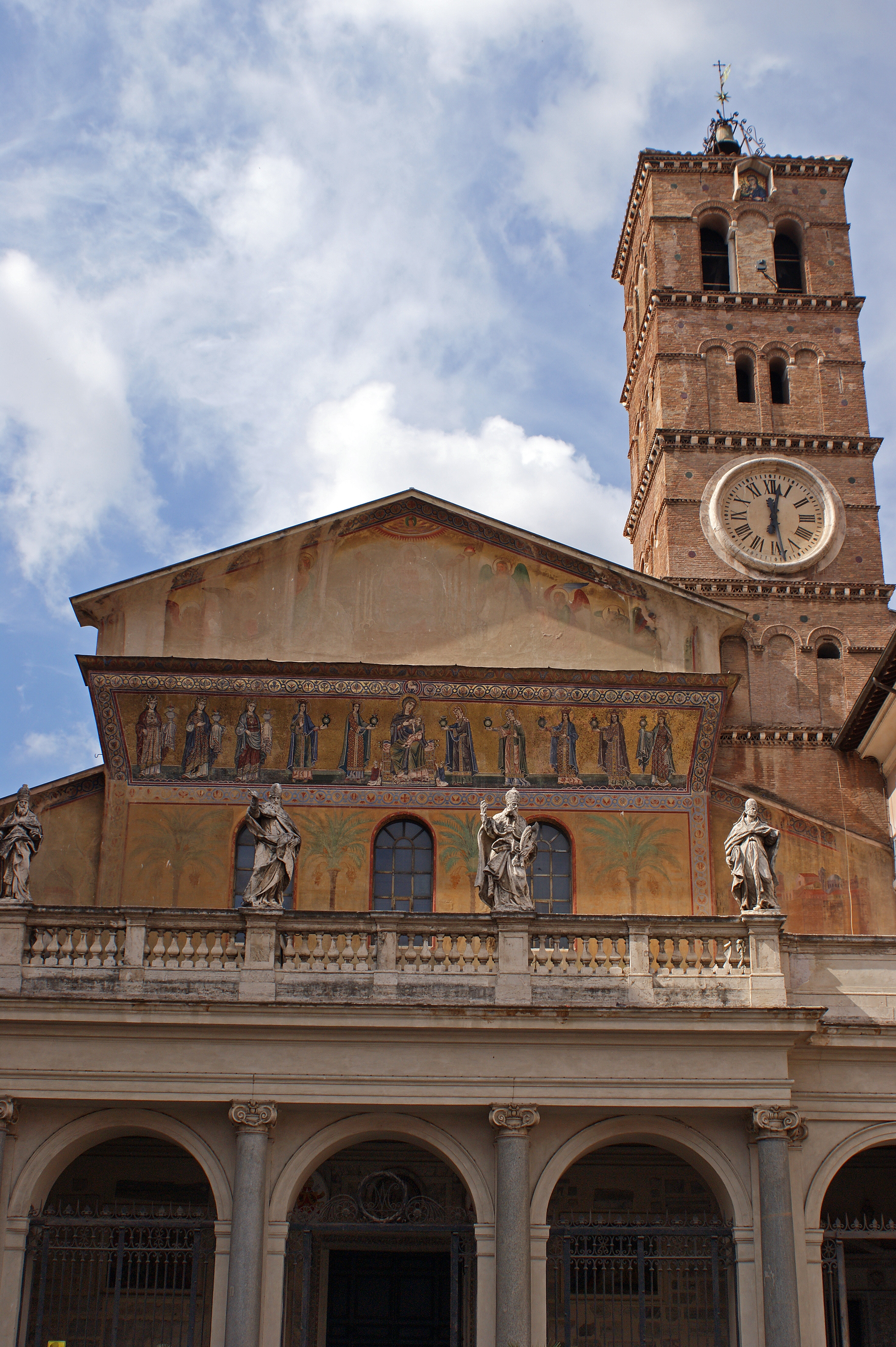
サンタ・マリア・イン・トラステヴェレ聖堂のファサード

#### サンタ・マリア・イン・トラステヴェレ聖堂
サンタ・マリア・イン・トラステヴェレ聖堂 (Basilica di Santa Maria in Trastevere) はその起源を西暦221年に遡り、ローマでも最古級の教会とされる。歴史節の油の噴出したエピソードのあった場所とされ、この出来事を記念する“ FONS OLEI ”の文字盤などが配されている（関連画像参照）。建築様式はロマネスクに属す。

#### サンタ・チェチリア・イン・トラステヴェレ聖堂
サンタ・チェチリア・イン・トラステヴェレ聖堂 (Basilica di Santa Cecilia in Trastevere) の起源は曖昧である。そもそも聖女チェチリアは詳細な年代は不明なものの2世紀中盤あたりに殉教し、6世紀以降に音楽の守護聖人として崇敬されてきた人物であるが、この聖堂の建つ場所に生前の邸宅があったという伝説により5世紀ごろ掲題の名称で呼ばれるようになった。
聖女の遺骸は当初カタコンベに埋葬されていたが、9世紀にパスカリス1世により、現在まで続く聖堂の建立とともに聖堂内に移葬された。以降、何度も改装されているが、現存する後陣のモザイクは創建当時の姿をとどめるという。
聖堂内にはピエトロ・カヴァリーニ作のフレスコ画『最後の審判』や、ステファノ・マデルノ（en）による聖女チェチリアの殉教を題材とした大理石彫刻も所蔵されている。ちなみにこの彫刻のモデルは1599年に掘り起こした聖女チェチリアの遺骸であり、それはまったく腐敗していなかったという話である。

#### その他の教会堂

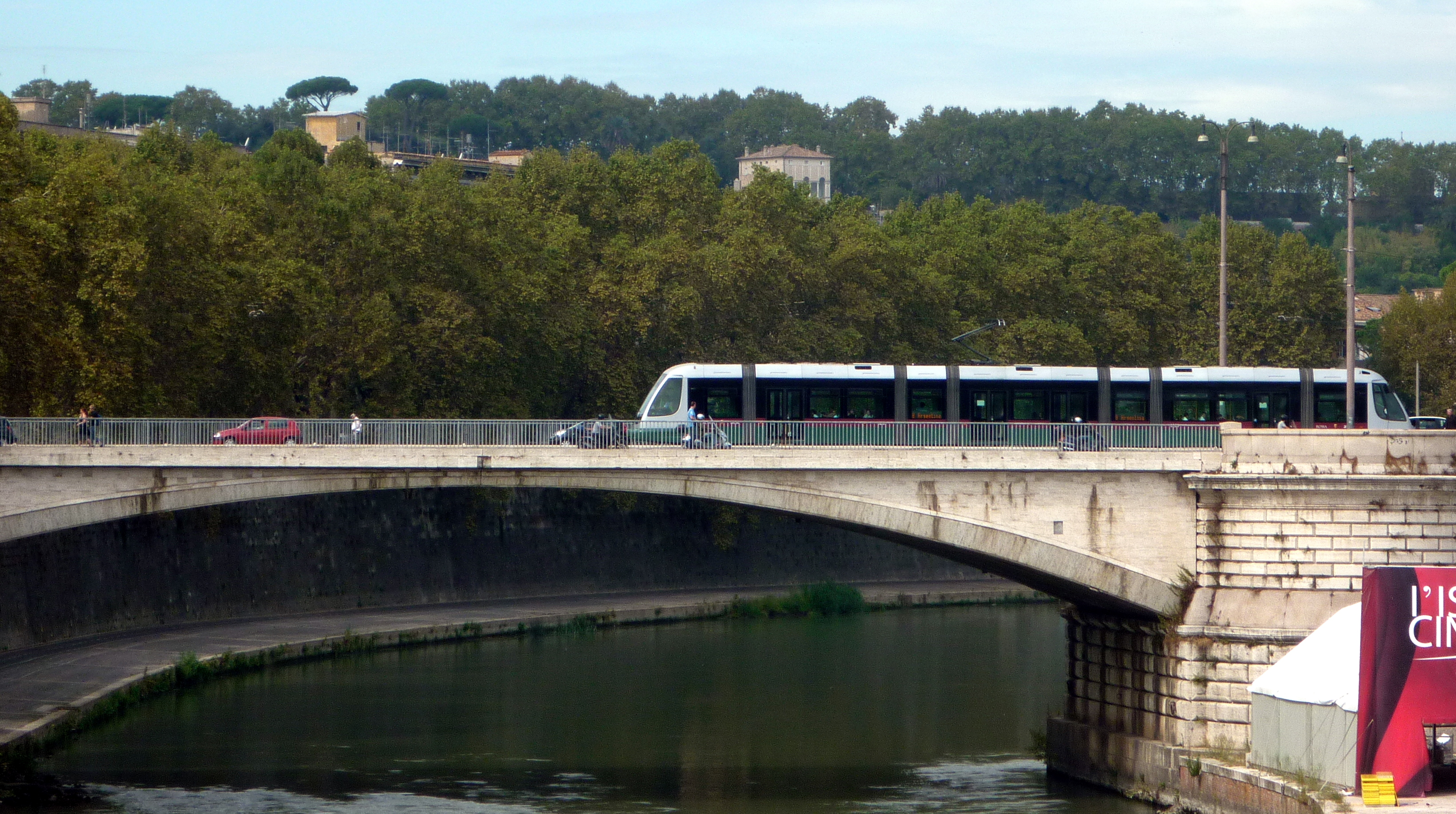
ガリバルディ橋を渡るトラム 8号線

サン・フランチェスコ・ア・リーパ教会 (Chiesa di San Francesco a Ripa)
1231年建造。ジャン・ロレンツォ・ベルニーニによる彫像『福者ルドヴィカ・アルベルトーニ』を所蔵。
サン・クリソーゴノ聖堂 (Basilica di San Crisogono)
クリゾーゴノとも表記される。起源は5世紀ごろ。1120年ごろに5階建ての鐘塔が追加された。

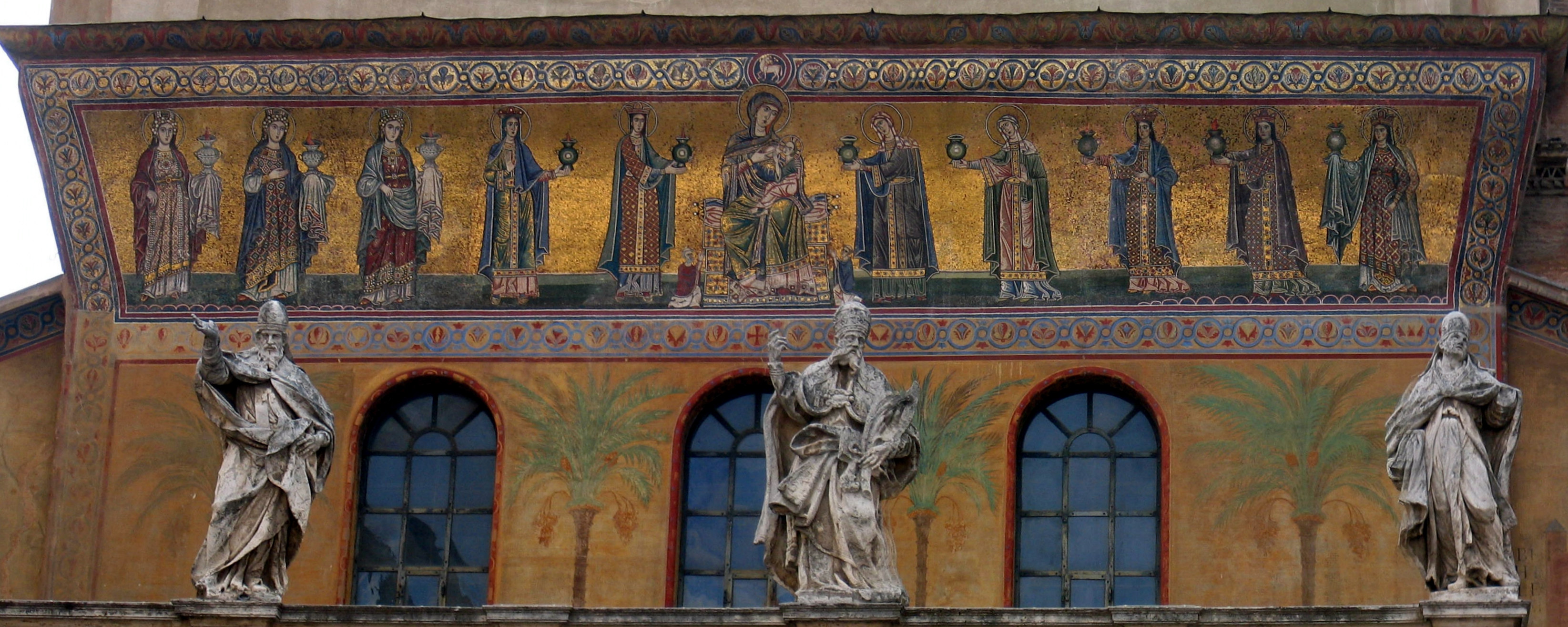
サンタ・マリア・イン・トラステヴェレ聖堂、ファサードのモザイク
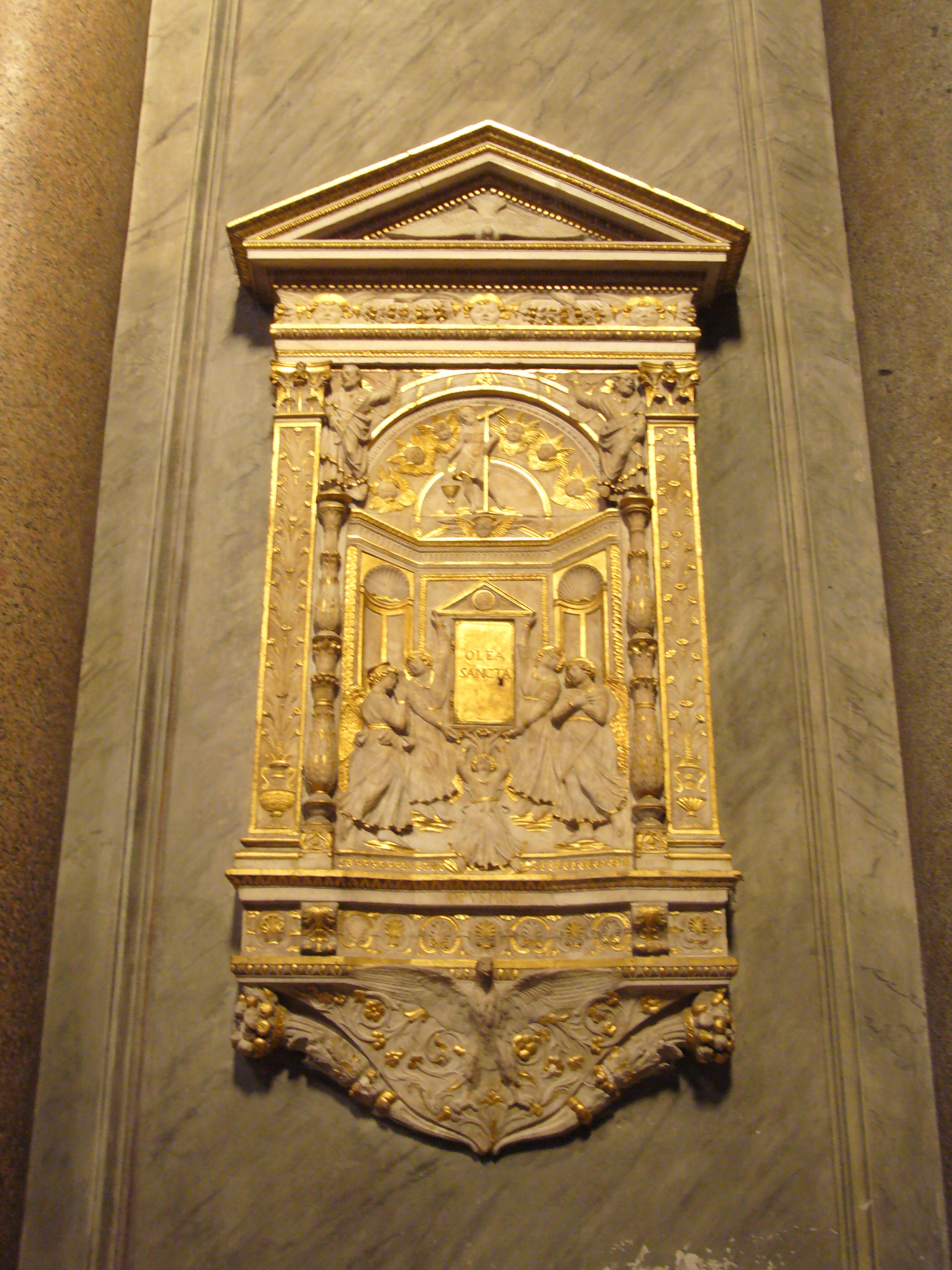
サンタ・マリア・イン・トラステヴェレ聖堂、中央の金板部分に油噴出を記念する“OLEA SANCTA”
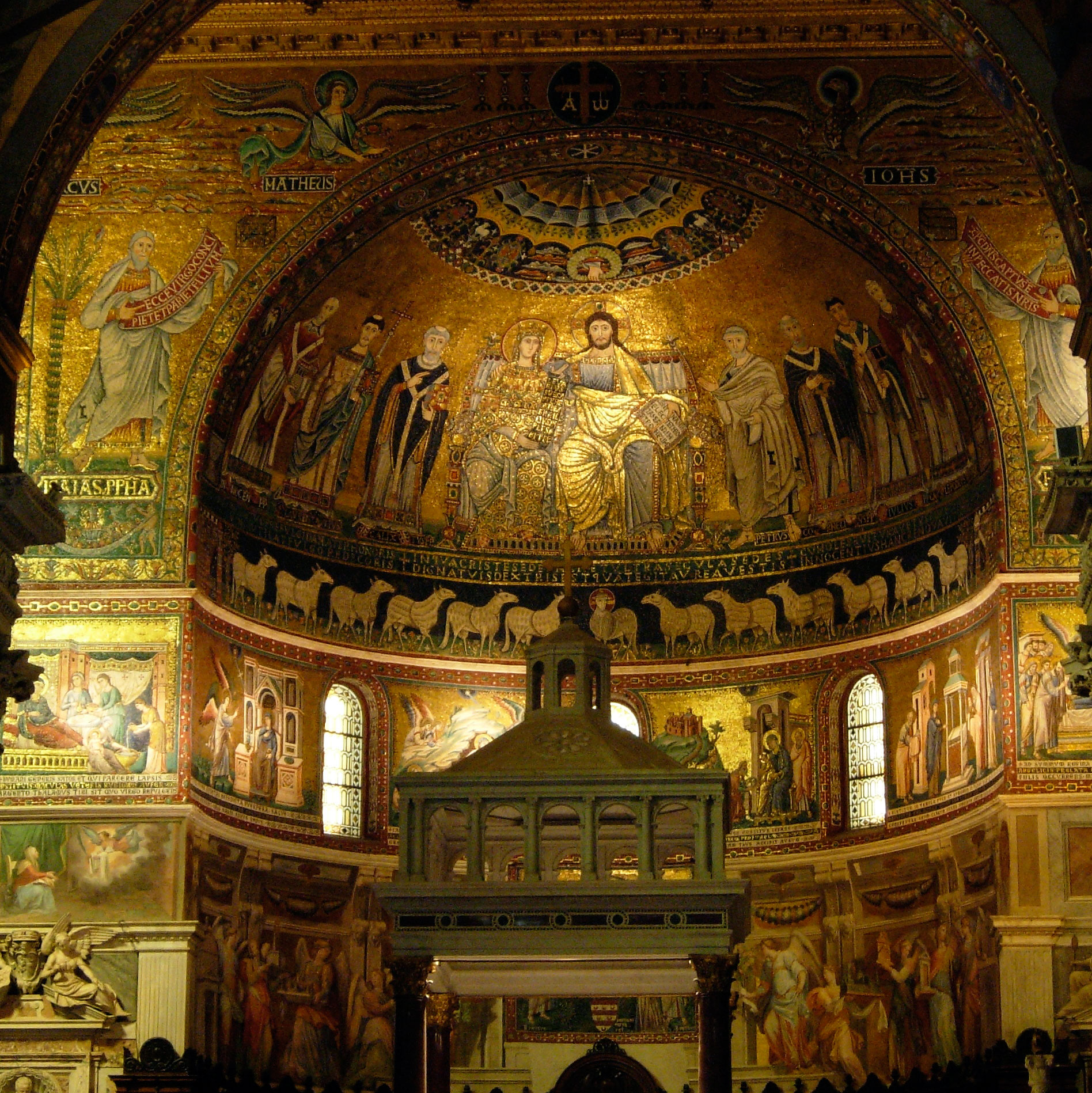
サンタ・マリア・イン・トラステヴェレ聖堂、後陣のモザイク
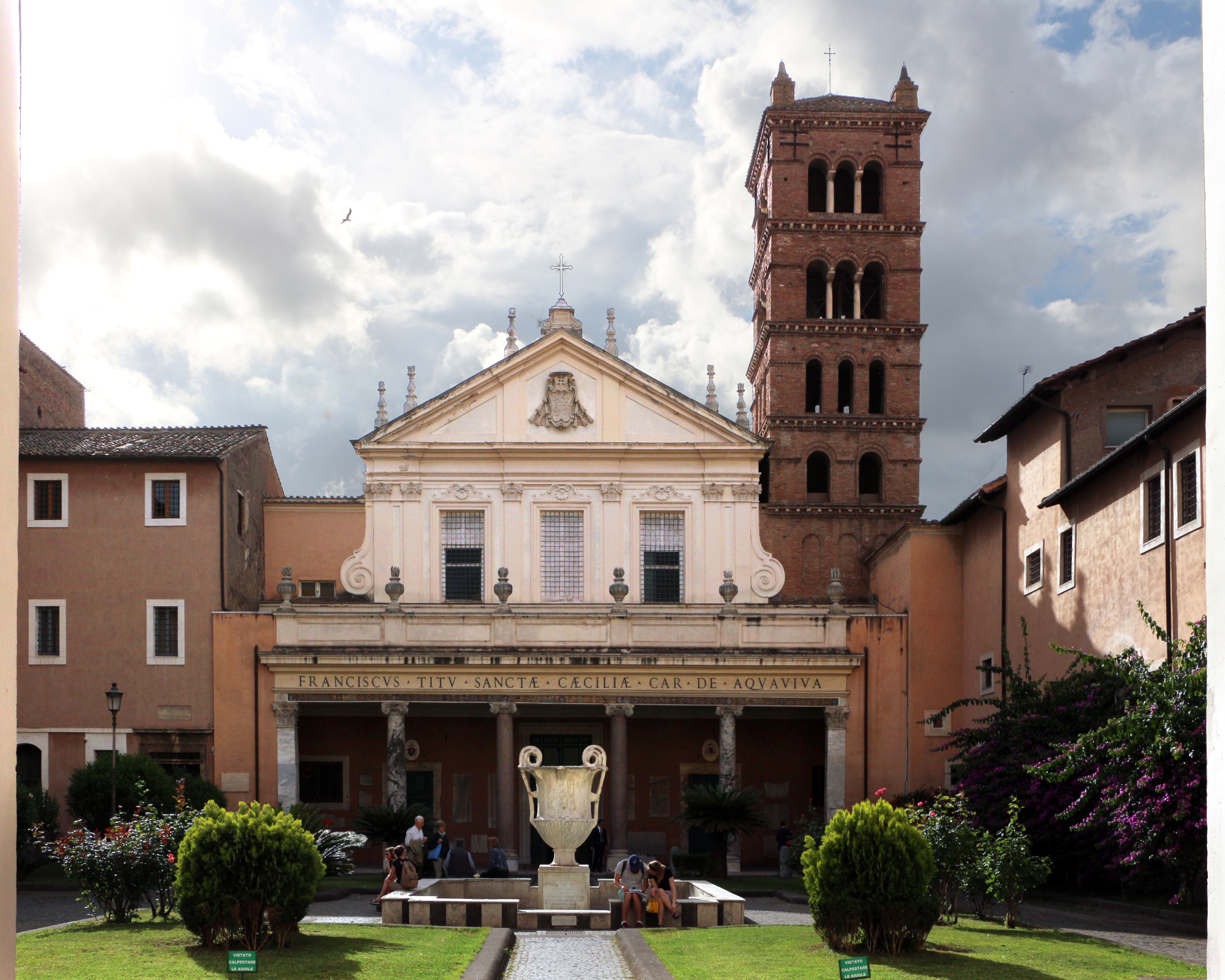
サンタ・チェチリア・イン・トラステヴェレ聖堂
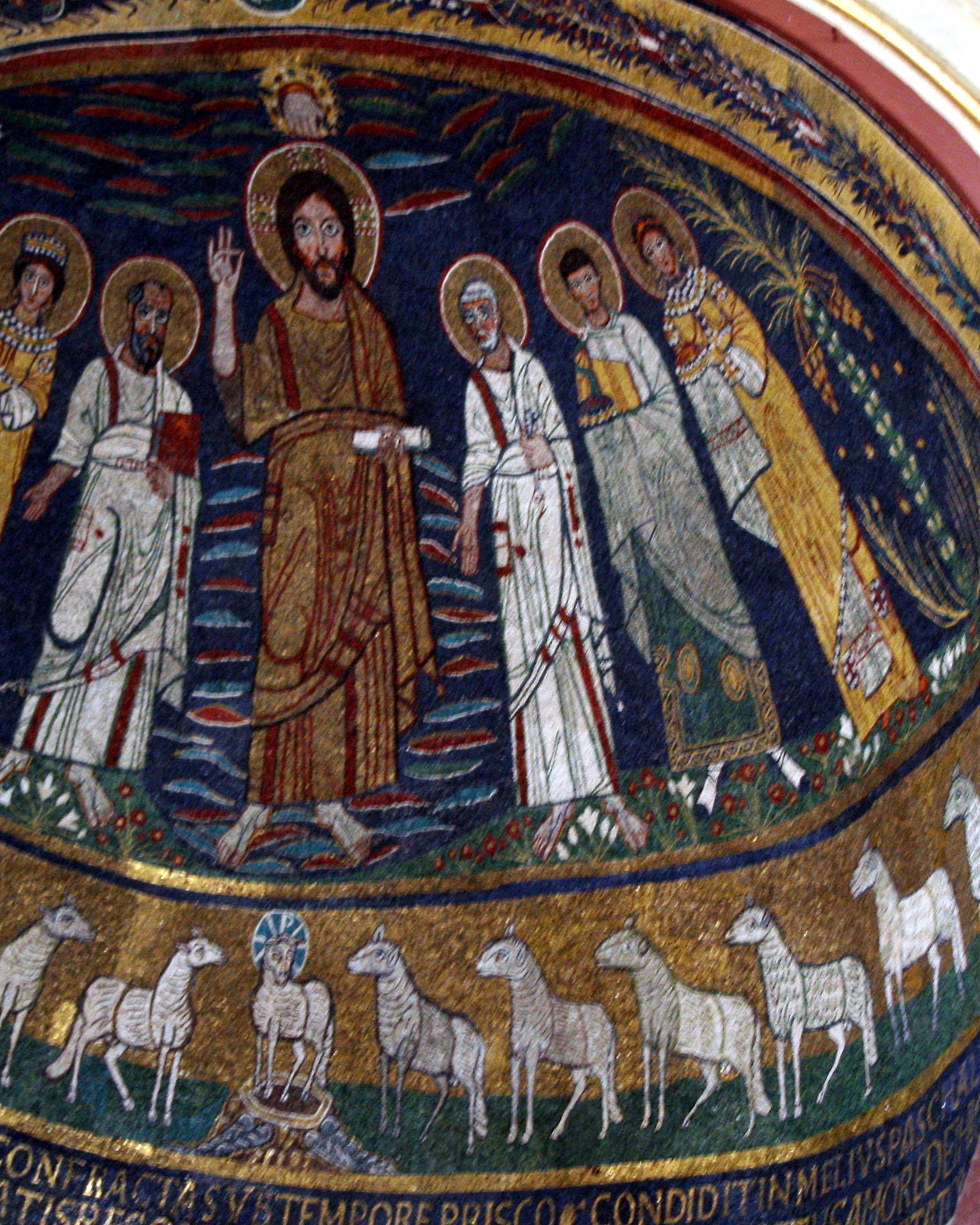
サンタ・チェチリア・イン・トラステヴェレ聖堂、後陣のモザイク
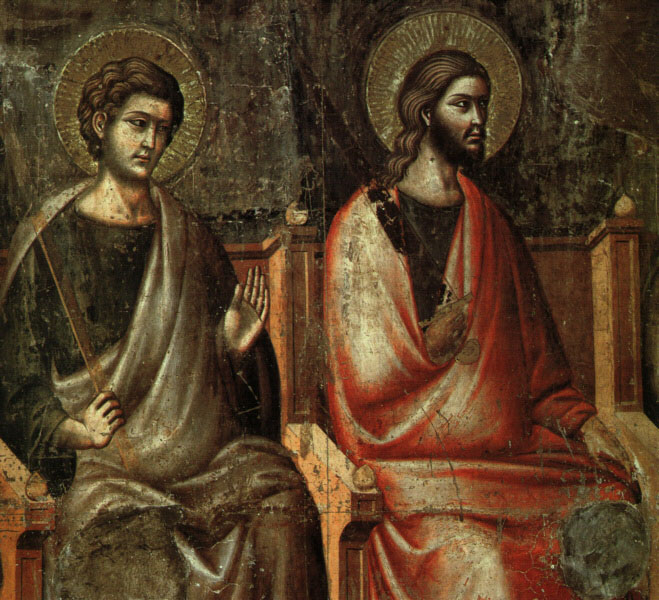
サンタ・チェチリア・イン・トラステヴェレ聖堂、最後の審判（カヴァリーニ）
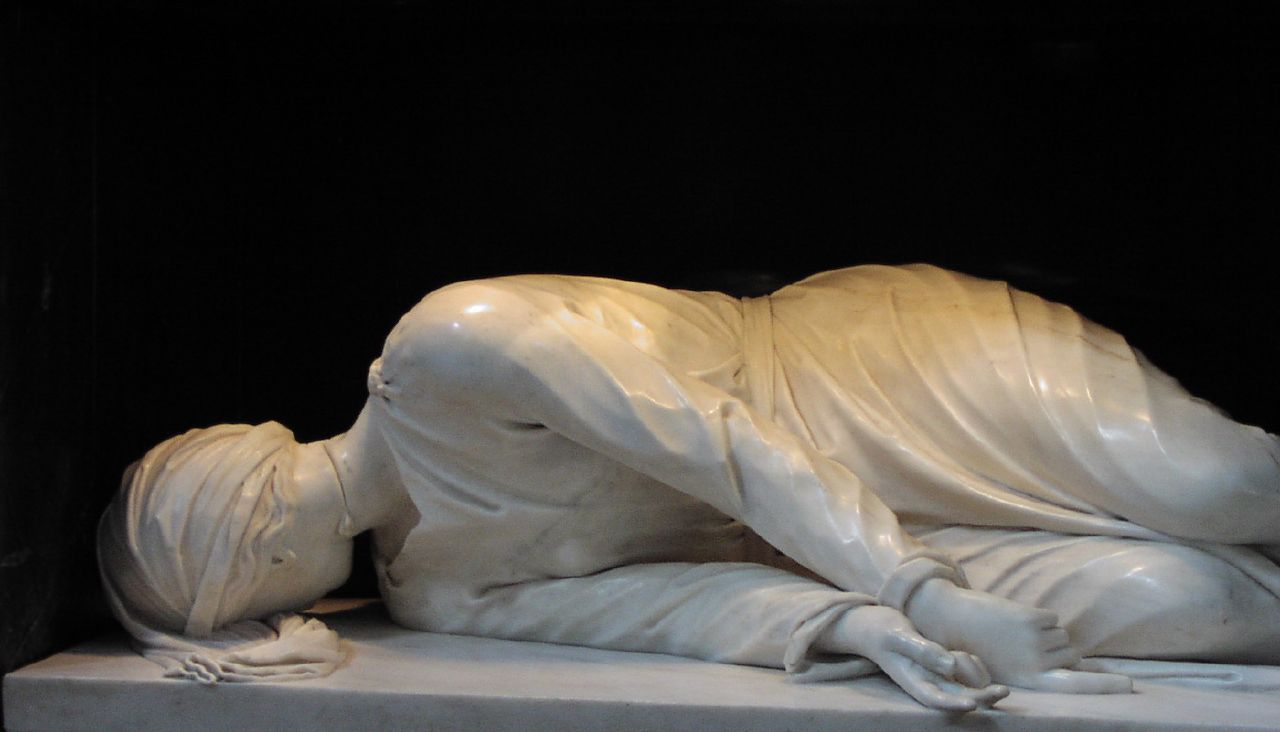
サンタ・チェチリア・イン・トラステヴェレ聖堂、聖チェチリアの殉教（マデルノ）
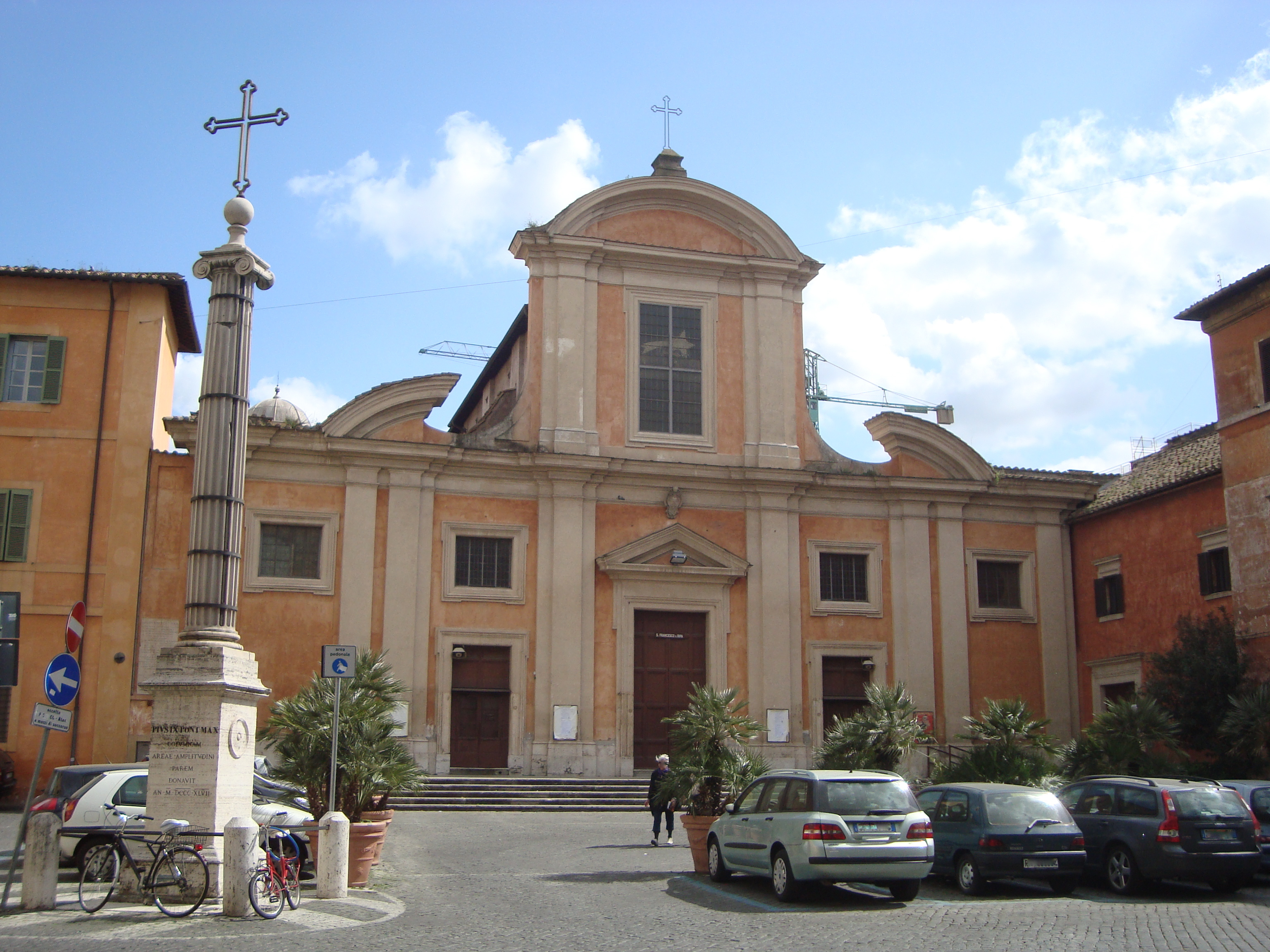
サン・フランチェスコ・ア・リーパ教会
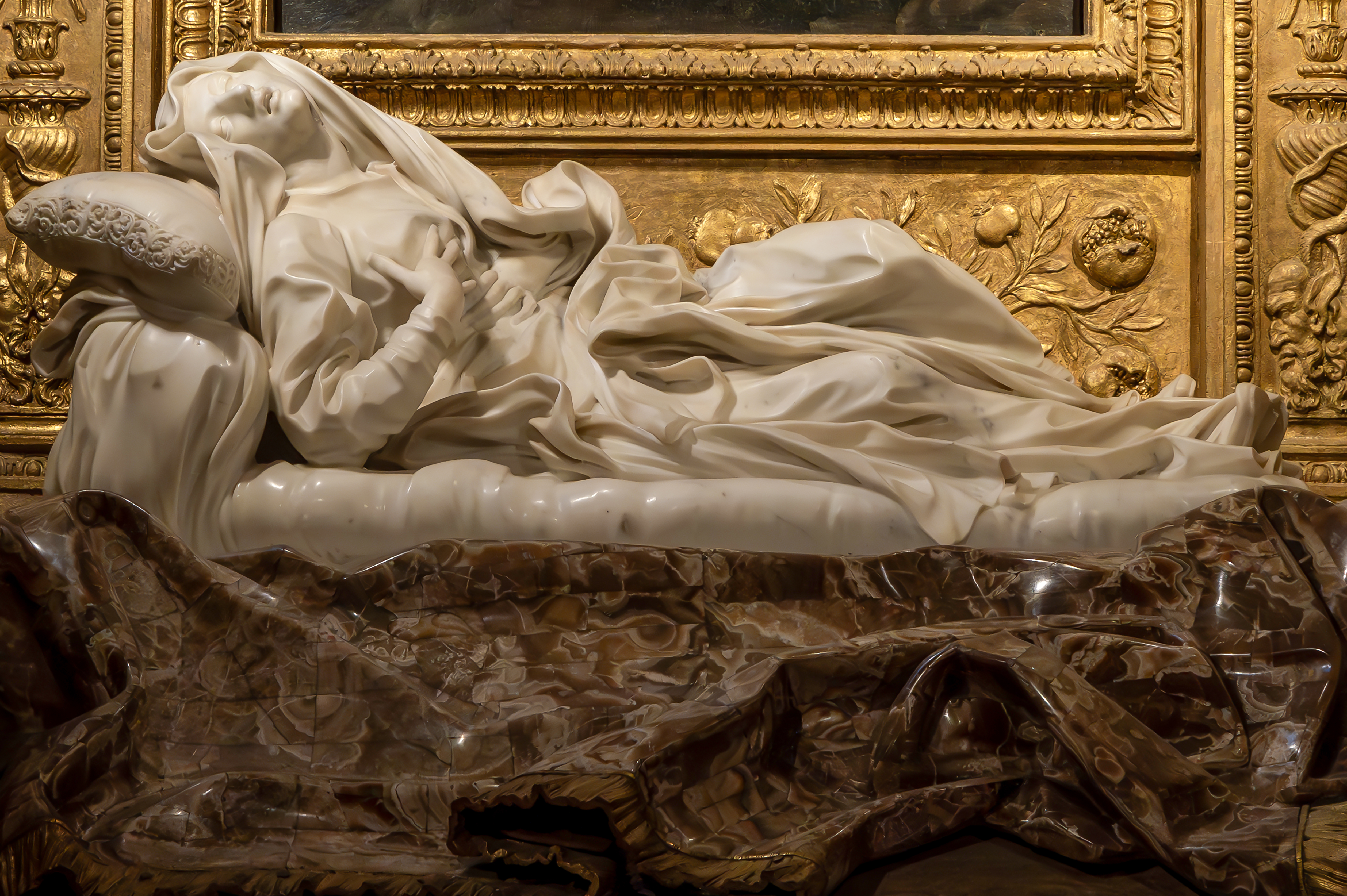
サン・フランチェスコ・ア・リーパ教会、福者ルドヴィカ・アルベルトーニ（ベルニーニ）
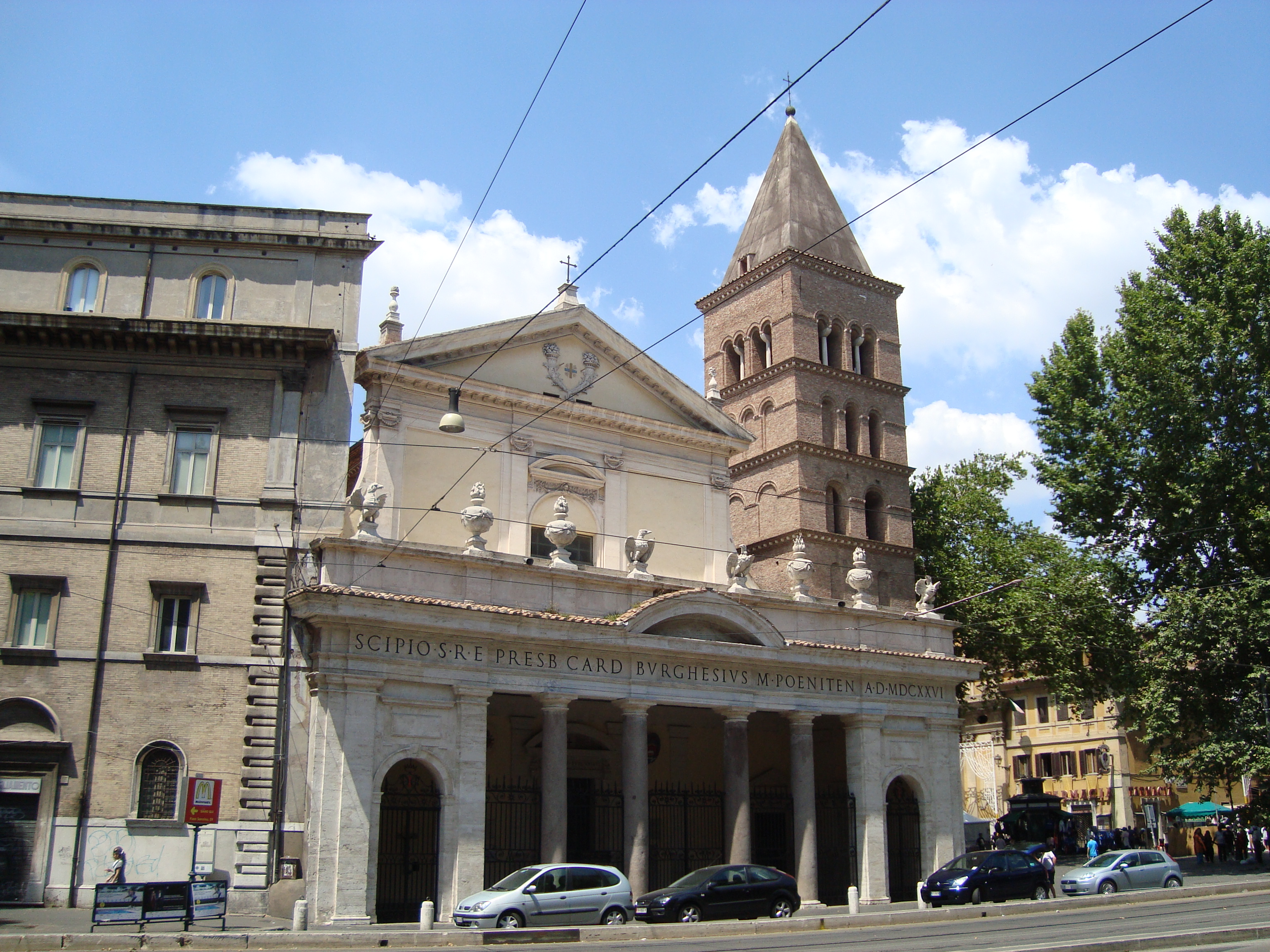
サン・クリソーゴノ聖堂

## 交通
トラステヴェレには鉄道駅が全くないので、外部からアクセスする際はトラムもしくはバスを、あるいは夜遅くならばタクシーを利用することになる。
トラステヴェレの名を冠する鉄道駅もあるが、このトラステヴェレ駅という駅は実は壁外の南部に位置し、市壁までは1キロメートルほど歩かなくてはならない。ただし、駅前からこの街区の東部を南北に斜めに貫くトラステヴェレ通りをトラムの8号線が走っており、繁華街へのアクセスに便利である。市壁の直前に位置する停留所は鉄道のトラステヴェレ駅から2つ目で、壁内に入ってからは川を越えトラステヴェレを抜けるまでに3つの停留所がある。川を越える際に通る橋はガリバルディ橋という（右図）。
- イタリア鉄道 ローマ・トラステヴェレ駅, クアトロ・ヴェンティ駅, ローマ・サン・ピエトロ駅 - 全て地区外にあるが、トラステヴェレに最も近い駅
- トラム 3系統 Belli停留所, Trastevere-Mastai停留所

トラム 3,8系統 Trastevere-Ministero Istruzione停留所等